# Шампини сюр Марн
Шампини сюр Марн (на френски: Champigny-sur-Marne) е град във Франция. Населението му е 77 409 жители (по данни от 1 януари 2016 г.), а площта 11,30 кв. км. Намира се на 12,50 км от центъра на Париж.

## Жители по месторождение, 1999 г.
- Европейска Франция – 77%
- Отвъдморски департаменти и територии на Франция – 2,30%
- В чужди държави, но с френско гражданство по рождение – 3%
- Чужди жители, граждани на страни от ЕС – 7,50%
- Чужди жители, граждани на страни извън ЕС – 10,20%